# Thomson Reuters
Thomson Reuters Corporation – kanadyjski medialny konglomerat międzynarodowy. Siedziba znajduje się w budynku Bay Adelaide Centre przy Bay Street w Toronto.
Thomson Reuters powstało w kwietniu 2008 roku poprzez zakup, dokonany przez The Thomson Corporation, za 16 miliardów USD brytyjskiego przedsiębiorstwa Reuters Group.
W 2009 roku Thomson Reuters, kiedy trwał jeszcze globalny kryzys ekonomiczny, zanotował 12,9 mld USD przychodów.
Głównym konkurentem korporacji Thomson Reuters jest amerykańska agencja prasowa Bloomberg, która wyspecjalizowana jest w dostarczaniu informacji prawnych i finansowych oraz systemów handlowych.

## Historia

### The Thomson Corporation
W 1934 roku Roy Thomson założył w Ontario przedsiębiorstwo wydające, wcześniej zakupioną przez niego, gazetę „The Timmins Daily Press”, które z po kilku dekadach przeobraziło się w medialne imperium, The Thomson Corporation. Pod koniec lat 40. Thomson był już właścicielem 19 gazet i prezesem stowarzyszenia wydawców tego typu periodyków w Kanadzie.

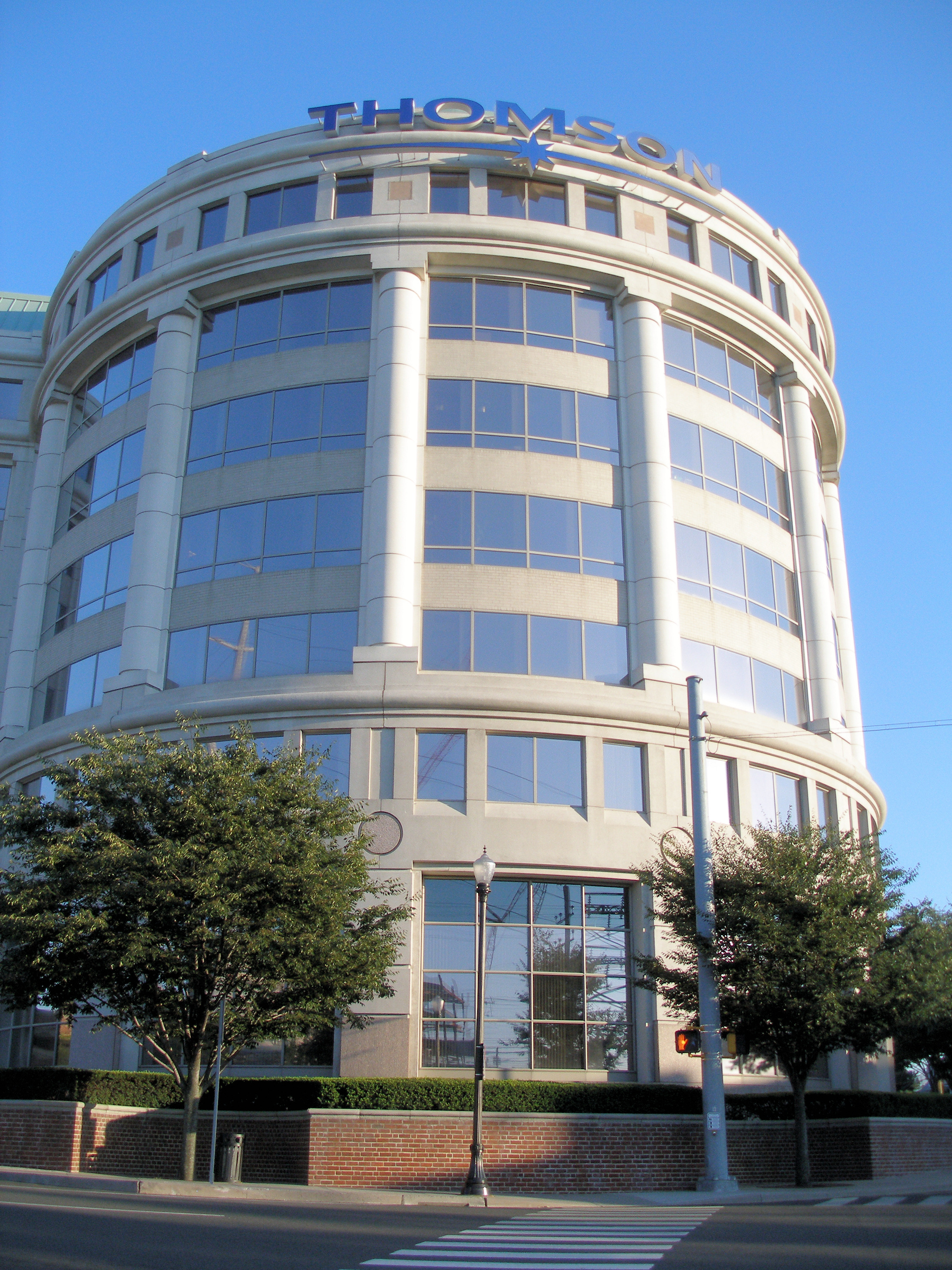
Thomson Reuters Building (Stamford, USA). Wcześniej to biuro pełniło funkcję światowej siedziby The Thomson Corporation.

W 1952 roku Thomson przeprowadził się do Edynburga, w Szkocji. W następnym roku kupił dziennik „The Scotsman”. W 1957 roku, gdy zdobył koncesję na nadawanie dla Scottish Television, umocnił swoją pozycję medialną w Szkocji. W 1957 roku, dzięki zyskom z działalności szkockiej telewizji, zakupił wiele tytułów prasowych należących do rodziny Kemsley, w tym „The Sunday Times”. Kiedy w 1966 roku właściciele londyńskiego dziennika „The Times” spanikowali z powodu poniesienia niewielkich strat, Thomson kupił od nich tytuł prasowy. Po latach jego imperium liczyło już ponad 200 gazet, zarówno w Wielkiej Brytanii, Kanadzie, jak i w Stanach Zjednoczonych.
W 1965 roku zwrócił się w stronę branży lotniczej i nabył linie lotnicze Britannia. W 1971 roku zaangażował się w sektor przemysłu petrochemicznego, gdy dołączył do konsorcjum, które eksploatowało zasoby na Morzu Północnym.
Kiedy Thomson zmarł w 1976 roku znaczna część zysków koncernu czerpana była z jego interesów naftowych. Po jego śmierci władze przedsiębiorstwa zbyły część zasobów medialnego holdingu, po czym zaczęto się skupiać na działalności wydawniczej.
W czerwcu 1989 roku holding ITOL i Thomson Newspapers połączyły się tworząc tym samym Thomson Corporation. Kadra nowo powstałego przedsiębiorstwa liczyła 27 500 pracowników, a przychody 4,7 miliarda USD, dzięki czemu był to wówczas czwarty co do wielkości konglomerat medialny na świecie (za m.in. Time/Warner). W 1996 roku Thomson Corporation Publishing zakupiło za kwotę 3,4 miliarda USD West Publishing Company (wraz z internetowym serwisem informacji prawnej, Westlaw), przedsiębiorstwo założone w 1876 roku.

## Polska
Kwotowania banków
Każdego dnia banki obecne na polskim rynku przesyłają do agencji informacyjnej Thomson Reuters swoje kwotowania. Oznacza to, że przedstawiciele tych banków podają stopę procentową, po której są w stanie przyjąć oraz udzielić depozytu na ustalone terminy. W kwotowaniu WIBOR-u i WIBID-u uczestniczy piętnaście banków zaproszonych przez ACI Polska Stowarzyszenie Rynków Finansowych. Są to najbardziej aktywne banki mające największy wpływ na płynność lokalnego rynku międzybankowego.
Incydent w gdyńskiej filii Thomson Reuters

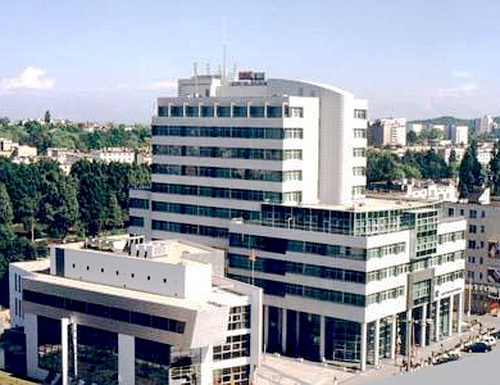
Polska filia firmy (po prawej stronie) w kompleksie budynków Baltic Business Center (2006)

W listopadzie 2017 roku w siedzibie Thomson Reuters w Gdyni oddano dwa strzały z broni krótkiej, ostrej. Nikt nie został ranny. Doszło wówczas do szarpaniny między pracownikami firmy, porządkowym a Stsiapanem S., w której padły strzały. Ostatecznie nikt nie został ranny. W sprawie zatrzymano Stsiapana S., od lat przebywającego w Polsce, 30-latka pochodzącego z Białorusi, który przyniósł tamtego dnia do pracy pistolet glock.
Prokuratura Okręgowa w Gdańsku wszczęła śledztwo dotyczące usiłowania zabójstwa i domagała się jednocześnie aresztowania mężczyzny. Funkcjonariusze gdańskiej policji dokonali w tej sprawie przesłuchań kilkunastu osób (głównie pracowników gdyńskiego oddziału Thomson Reuters). Miesiąc później, decyzją Sądu Okręgowego w Gdańsku, Białorusin pozostawał na wolności. Sąd drugiej instancji, na niejawnym posiedzeniu, podtrzymał decyzję sądu rejonowego. Stsiapan S. kilka dni po zdarzeniu wydał oświadczenie, w którym wyjaśniał, że od kilku lat, uzyskaniu wiosną 2017 roku pozwolenia na broń, trenował strzelectwo sportowe.
W styczniu 2020 roku Stsiapan S. skazany został na rok więzienia w zawieszeniu na 3 lata. Białorusin otrzymał wyrok za narażenie człowieka na bezpośrednie niebezpieczeństwo utraty życia i zdrowia.

## Wyróżnienia
W 2016 roku agencja Thomson Reuters, wspólnie z redakcją dziennika „The New York Times”, uhonorowana została Nagrodą Pulitzera w kategorii zdjęć newsowych (Breaking News Photography). Nagrodzone fotografie ilustrowały kryzys migracyjny w Europie i na Bliskim Wschodzie.